# Intermezzo (pièce de théâtre)
Pour les articles homonymes, voir Intermezzo.
Intermezzo est une pièce de théâtre en trois actes de Jean Giraudoux créée le 1er mars 1933 à la Comédie des Champs-Élysées dans une mise en scène de Louis Jouvet.

## Argument
Le personnage principal se nomme Isabelle, jeune institutrice qui prétend pouvoir discuter avec un spectre, soupçonné par la société bourgeoise et bien pensante d'être un homme, que l'on tentera d'assassiner au second acte. Alors commence pour Isabelle un combat entre la vie, l'amour et la mort : depuis quelque temps les habitants de la petite ville, sous l'effet d'une influence inconnue, se comportent d'étrange façon ; « toute la morale bourgeoise est cul par-dessus tête ». Un spectre est d'ailleurs signalé. Les sœurs Mangebois accusent l'institutrice d'être la responsable des événements. Il est vrai que la charmante Isabelle retrouve le fantôme tous les soirs, au cours d'échanges aussi candides que métaphysiques. Spécialiste de la chasse au surnaturel et venant exprès de Limoges pour rétablir l'ordre, l'inspecteur d'Académie tend un piège au spectre... et échoue. C'est l'Amour qui réussit à désenchanter Isabelle et tout redevient normal : « L'argent va de nouveau aux riches, le bonheur aux heureux, la femme au séducteur. »

### Résumé

#### Acte I
- Scène 1 : Le soir dans la campagne, le Maire et le Droguiste attendent le Contrôleur et l’Inspecteur, envoyé par le département, pour une réunion sur un phénomène anormal se déroulant dans la ville et ses alentours.
- Scène 2 : Isabelle, qui fait ses cours en extérieur, passe avec ses élèves. Elles cherchent une mandragore.
- Scène 3 : De nouveau seuls, le Maire et le Droguiste discutent. Le Maire lui dit que les demoiselles Mangebois ont demandé à témoigner contre Isabelle à propos des événements inquiétants qui se passent dans la ville.
- Scène 4 : Entrent l’Inspecteur et le Contrôleur. L’inspecteur tente de prouver que les esprits n’existent pas. Les autres lui expliquent ce qui se passe dans la ville, où le bon ordre semble menacé, car les faibles se défendent contre les forts. Cela inquiète l’Inspecteur. Le Maire lui dit ensuite que la ville est ainsi depuis les apparitions d’un spectre.
- Scène 5 : Les deux sœurs Mangebois arrivent. L’aînée est sourde. Elles donnent le nom des témoins ayant vu le spectre. L’Inspecteur apprend également que le spectre apparaît depuis l’assassinat d’une femme et de son mari. Les demoiselles Mangebois pensent qu’Isabelle corrompt ses élèves dans leur éducation : ce serait la cause des problèmes de la ville. L’une des sœurs possède le carnet où Isabelle écrit chaque jour ce qu’elle fait. Elles y lisent qu’elle « sépar[e] les époux mal assortis, excit[e] par des drogues les chevaux contre les charretiers »[2]… L’Inspecteur envoie le Contrôleur chercher Isabelle. Il voit dans le carnet qu’elle compte rencontrer le spectre ce jour-même. Les demoiselles Mangebois partent.
- Scène 6 : L’Inspecteur veut vérifier les connaissances des élèves. Pour parler de la fleur, elles disent que la fleur est « la plus noble conquête de l’homme »[3]. Elles ont aussi sur elle un signe rouge permettant au spectre de reconnaître leurs amis. Elles ne veulent pas l’enlever. L’Inspecteur donne le poste d’institutrice d’Isabelle au Contrôleur.
- Scène 7 : Le Droguiste et Isabelle discutent. Il lui dit que « le destin […] [l’]utilise pour les transitions ». Il part après avoir amené Isabelle à prononcer le mot « spectre ».
- Scène 8 : Le Spectre arrive. Il discute avec Isabelle de la mort. Il disparaît soudain alors qu’elle ne voulait pas lui dire son prénom.

#### Acte II
- Scène 1 : Le Contrôleur enseigne aux élèves le placement des étoiles dans le ciel. Le Droguiste arrive et discute avec lui du spectre. Les petites filles partent en récréation.
- Scène 2 : Entrent l’Inspecteur et le Maire. L’Inspecteur déclare qu’il veut attraper le spectre mort ou vif. Au prochain rendez-vous que le spectre donnera à Isabelle, il lui tendra un guet-apens avec le bourreau. Le Contrôleur veut convaincre Isabelle d’arrêter avant d’utiliser la force. L’Inspecteur le laisse faire.
- Scène 3 : Isabelle et le Contrôleur sont seuls. Le Contrôleur échoue à la convaincre de cesser ses relations avec le spectre.
- Scène 4 : Deux bourreaux se présentent à l’Inspecteur. Il n’arrive pas à savoir lequel est le vrai et les engage tous les deux. Ils devront tirer sur le spectre dès que ce dernier prononcera le mot « vivant ».
- Scène 5 : Le Droguiste et le Maire parlent ensemble. Le droguiste a retrouvé les diapasons avec lesquels, il compte redonner à Isabelle et à l’Inspecteur la même vision du monde.
- Scène 6 : Le Spectre et Isabelle discutent. Quand il prononce le mot vivant, les deux bourreaux lui tirent dessus.
- Scène 7 : L’inspecteur, le droguiste, le maire et les bourreaux sortent de leur cachette. L’inspecteur est satisfait de la mort du « spectre » : il a prouvé que c’était un vrai homme et non un revenant. Mais le spectre sort de son corps et donne à Isabelle un rendez-vous chez elle pour lendemain à six heures.
- Scène 8 : Le Droguiste dit au Contrôleur, que ce dernier va pouvoir combattre le spectre, son rival pour l’amour d’Isabelle. Il ramène les élèves chez elles.

#### Acte III
- Scène 1 : Le Maire, l’Inspecteur et les élèves s’introduisent chez Isabelle pour tenter de la surprendre lors de son rendez-vous avec le spectre. Ils se cachent quand elle arrive avec le Droguiste.
- Scène 2 : Le Droguiste lui dit que le spectre a besoin d’elle pour aller au royaume des morts et qu’elle doit l’aider. Il part, voyant que le Contrôleur arrive.
- Scène 3 : Le Contrôleur fait sa déclaration d’amour à Isabelle, qui semble tentée par la vie qu’il lui propose. Il ferme la maison à clef pour que le spectre n’entre pas.
- Scène 4 : Le spectre entre par la porte verrouillée, qu’il ouvre normalement. Le Contrôleur veut la protéger de la mort. Quand le spectre comprend qu’elle aime le Contrôleur, il décide de partir. Il étreint Isabelle. Celle-ci s’évanouit.
- Scène 5 : Entre l’Inspecteur qui n’arrive pas à la réveiller.
- Scène 6 : Entrent le Droguiste et des curieux. Le Droguiste déclare que pour la ramener dans leur monde il faudrait lui faire entendre un condensé de tous les bruits habituels de la ville. Chaque personne se met alors à parler de choses habituelles et qui leur sont familières. Elle finit par se remettre et demande au Contrôleur sa main. La ville, quant à elle, est redevenue normale.

## Distribution de la création
- Valentine Tessier : Isabelle
- Louis Jouvet : le Contrôleur
- Romain Bouquet : le Maire
- Robert Le Vigan : le Droguiste
- Félix Oudart : l'Inspecteur
- Christiane Laurey : Armande Mangebois
- Raymone : Léonide Mangebois
- Alexandre Rignault : M. Adrien / Cambronne, le 1er bourreau
- André Moreau : le père Tellier / Crapuce, le 2e bourreau
- Pierre Renoir : le Spectre
- Les petites filles :
  - Odette Joyeux : Luce
  - Sonia Bessis : Denise
  - Janine Joly : Daisy
  - Annie Rasamat : Gilberte
  - Gisèle Vanel : Irène
  - Fernande David : Nicole
  - Janine Camp : Marie-Louise
  - Monique Povel : Viola
- Mise en scène : Louis Jouvet
- Décors et costumes : Léon Leyritz
- Musique : Francis Poulenc

## Principales productions
- 1952 : avec Laurence Mercier (Isabelle), Hubert Gignoux (le Contrôleur), Henry Grangé (le Maire), Guy Parigot (Le Droguiste) et Roger Guillo (l'Inspecteur), mise en scène Maurice Jacquemont, Théâtre municipal de Rennes[4]
- 1952 : avec Janine Clairval (Isabelle) et Pierre Viala (le Contrôleur), mise en scène Hélène Gerber, Comédie de l'Est (Colmar)[5]
- 1955 : avec Simone Valère (Isabelle), Jean Desailly (le Contrôleur), Pierre Bertin (l'Inspecteur), André Brunot (le Maire) et Jean-Pierre Granval (le Droguiste), mise en scène Jean-Louis Barrault, théâtre Marigny[6]
- 1966 : avec Christine Berthier (Isabelle) et Philippe Mercier (le Contrôleur), mise en scène Danièle Leveugle, théâtre municipal de Lons-le-Saunier[7]
- 1967 : avec Michèle Grellier (Isabelle), 	Jacques Toja (le Contrôleur), Michel Galabru (l'Inspecteur), Robert Bazil (le Maire) et Michel Etcheverry (le Droguiste), mise en scène Michel Etcheverry, théâtre romain de Fourvières[8],[9]
- 1975 : avec Catherine Frot (Isabelle) et Jean Parédès (le Contrôleur), mise en scène Jean-Pierre Laruy, Centre théâtral du Limousin[10]
- 1978 : avec Claude Jade (Isabelle) et Jean Meyer, mise en scène Jean Meyer, théâtre des Célestins[11]
- 1981 : Compagnie François David, théâtre des Jean et des Pierre[12]
- 1982 : avec Catherine Hiegel (Isabelle),

Simon Eine (le Contrôleur), Michel Aumont (l'Inspecteur), Yves Gasc (le Maire) et Roland Bertin (le Droguiste) mise en scène Jacques Sereys, Comédie-Française
- 1998 : mise en scène Jean-Paul Lucet, théâtre romain de Fourvières[14]

## Éditions
- Jean Giraudoux, Intermezzo, Paris, éditions Bernard Grasset, 1933, 214 p. (lire en ligne)Il s'agit de la première édition et de l'édition de référence[15].
- Jean Giraudoux, Intermezzo, Paris, Le Livre de poche, 1964, 192 p.